# Bob MacGregor
Robert MacGregor, conegut com a Bob MacGregor   (Killin, 1899 - 1975) fou un pilot de motociclisme escocès que va guanyar dues vegades els Sis Dies d'Escòcia de Trial (1932 i 1935), cosa que l'ha fet passar a la història del trial com a l'únic escocès a haver guanyat mai aquesta carismàtica prova. Tot i celebrar-se íntegrament a les highlands escoceses des del 1909, els Sis Dies d'Escòcia han tingut sempre guanyadors de fora, sobretot britànics (anglesos, nord-irlandesos o de l'illa de Man) però també d'altres països, entre ells, tres de catalans. Les dues victòries de Bob McGregor amb la seva Rudge 499 són, encara, les úniques d'un pilot escocès als Sis Dies d'Escòcia. A data del 2015, només un altre escocès havia aconseguit acabar la prova en posició de podi: Gary Macdonald, de Kinlochleven, hi fou tercer el 2003.
Bob MacGregor va formar part en diverses ocasions de la selecció britànica als Sis Dies Internacionals (ISDT) i va col·laborar en la victòria de l'equip al Vas d'argent en tres edicions (1932, 1934 i 1936).

## Biografia
Verdulaire de professió, Bob MacGregor va debutar als Sis Dies d'Escòcia el 1926. Pilotava una Rudge amb suport de fàbrica, en una època en què, per tal de posar a punt la seva moto, li calia conduir-la personalment des del seu poble de Perthshire fins a la fàbrica de Coventry -al bell mig d'Anglaterra- i, després, tornar-la a conduir cap a casa. Sovint aprofitava el viatge de tornada per a participar en alguna competició local amb la moto.
La seva primera victòria als Sis Dies d'Escòcia, el 1932, va ser també la primera que aconseguia un pilot a títol individual en la història de la prova, ja que fins al 1931 els Sis Dies no premiaven un sol guanyador, sinó equips o participants diversos segons un barem de puntuació molt diferent de l'actual. Tots els equips que acabaven sense penalització rebien un gerro de plata i els altres, medalles diverses. Per bé que alguns membres d'aquells equips guardonats eren escocesos, de guanyadors individuals d'aquell país, a partir de 1932, només n'hi ha hagut un, Bob MacGregor.
Quan MacGregor va guanyar la prova amb la Rudge, l'empresa va lliurar al club organitzador dels Sis Dies, l'Edinburgh District Motor Club, un trofeu anomenat Peter S. Chamberlain Trophy, una copa amb la maqueta de la Rudge de competició feta d'argent. Durant anys, aquest trofeu es va lliurar com a premi al millor debutant a la prova, fins que l'elevat cost de l'assegurança va fer que el club declinés seguir custodiant la copa.
Durant la Segona Guerra Mundial, MacGregor i els seus companys de curses van ser allistats i molts d'ells van fer de missatgers amb motocicleta i d'instructors de motociclistes. MacGregor va formar centenars de futurs missatgers, als quals ensenyava a conduir fora d'asfalt. A l'exèrcit va coincidir i fer amistat amb el sergent Hugh Viney, qui un cop recuperats els Sis Dies d'Escòcia durant la postguerra, a partir de 1947, en seria quatre vegades guanyador, tres d'elles consecutives.

## Palmarès
- 2 victòries als Sis Dies d'Escòcia de Trial (1932, 1935)
- 3 victòries al Vas dels ISDT (1932, 1934, 1936)